# Herend
Herend (deutsch Herrendorf) ist eine Stadt im Komitat Veszprém in West-Ungarn. Bekannt ist der Ort wegen der berühmten Porzellanmanufaktur Herend.

## Geografie
Herend befindet sich 341 Meter über dem Meeresspiegel.

## Geschichte
Funde aus der spätrömischen Zeit belegen den Ursprung der Ansiedlung in der Gegend. In dem Gebiet der heutigen Ortschaft befanden sich im Mittelalter eine Reihe von kleineren Dörfern. Während der osmanischen Besatzung zwischen 1552 und 1566 wurde die Gegend weitgehend entvölkert. Nach der Vertreibung der Osmanen durch die Habsburger kam es zur Wiederansiedelung und zu einem Bevölkerungswachstum zwischen 1764 und 1847. Eine bedeutende deutschsprachige Minderheit befand sich ebenfalls dort, die nach dem Krieg großteils vertrieben wurde.

## Bevölkerung
Die Bevölkerung von Herend bestand zu 87,5 % aus Ungarn, 11,03 % Deutschen, 1 % Roma und 0,2 % Rumänen.

## Religion
Die religiöse Verteilung der Stadt ist 47,1 % römisch-katholisch, 49,5 % ungarisch reformiert, 1,8 % evangelisch, und 1,6 % irreligiös.

## Sehenswürdigkeiten

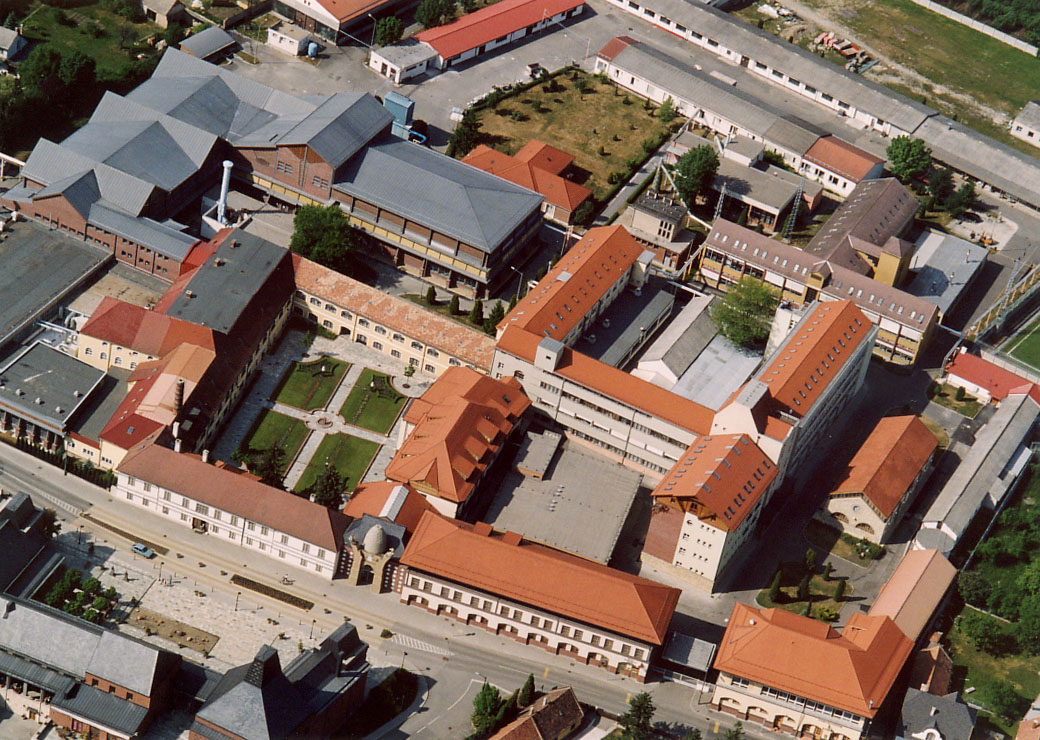
Luftansicht der Porzellanmanufaktur

- Porzellan-Museum, 1964 eröffnet
- Porzellanmanufaktur
- Römisch-katholische Kirche

## Verkehr
Herend ist angebunden an die Bahnstrecke zwischen Szombathely und Veszprém.